# Litoral Nordeste
Litoral Nordeste is een van de 19 microregio's van de Braziliaanse deelstaat Rio Grande do Norte. Zij ligt in de mesoregio Leste Potiguar en grenst aan de microregio's Macaíba, Agreste Potiguar, Baixa Verde en Macau. De microregio heeft een oppervlakte van ca. 2.542 km². In 2006 werd het inwoneraantal geschat op 85.448.
Zeven gemeenten behoren tot deze microregio:
- Maxaranguape
- Pedra Grande
- Pureza
- Rio do Fogo
- São Miguel do Gostoso
- Taipu
- Touros

Mesoregio's: Agreste Potiguar · Central Potiguar · Leste Potiguar · Oeste Potiguar

Microregio's: Angicos · Agreste Potiguar · Baixa Verde · Borborema Potiguar · Chapada do Apodi · Litoral Nordeste · Litoral Sul · Macaíba · Macau · Médio Oeste · Mossoró · Natal · Pau dos Ferros · Seridó Ocidental · Seridó Oriental · Serra de São Miguel · Serra de Santana · Umarizal · Vale do Açu